# Setmana Internacional de Coppi i Bartali 2018
La Setmana Internacional de Coppi i Bartali 2018 va ser la 33a edició de la cursa ciclista Setmana Internacional de Coppi i Bartali. Es disputà entre el 22 i el 25 de març de 2018, amb un recorregut de 424,6 km repartits entre quatre etapes, la primera d'elles dividida en dos sectors. La cursa formava part de l'UCI Europa Tour 2018, amb una categoria 2.1.
El vencedor final fou l'italià Diego Rosa (Team Sky), que superà per tan sols vint segons al neerlandès Bauke Mollema (Trek-Segafredo) i en més d'un minut a l'equatorià Richard Carapaz (Movistar Team).

## Equips
25 equips van prendre la sortida en aquesta edició:
| WorldTeams (6)- Sky - EF Education First-Drapac p/b Cannondale - Lotto NL-Jumbo - Movistar Team - Trek-Segafredo - Mitchelton-Scott Equips continentals professionals (13)- Bardiani CSF - Wanty-Groupe Gobert - WB-Aqua Protect-Veranclassic - Wilier Triestina-Selle Italia - Delko-Marseille Provence-KTM - Aqua Blue Sport - Caja Rural-Seguros RGA - Androni Giocattoli-Sidermec - Nippo-Vini Fantini-Europa Ovini - CCC Sprandi Polkowice - Fortuneo-Samsic - Israel Cycling Academy - Gazprom-RusVelo Equips continentals (6)- Amore & Vita-Prodir - Sangemini-MG.Kvis - ONE Pro Cycling - Biesse Carrera Gavardo - Trevigiani Phonix-Hemus 1896 - MsTina-Focus |
| |

## Etapes
| Etapa      | Data       | Ciutats d'etapa                     | type                      | Distància (km) | Vencedor de l'etapa | Líder de la general |
| ---------- | ---------- | ----------------------------------- | ------------------------- | -------------- | ------------------- | ------------------- |
| 1a A etapa | 22 de març | Gatì – Gatì                         | etapa plana               | 97,8           | Pascal Eenkhoorn    | Pascal Eenkhoorn    |
| 1a B etapa | 22 de març | Gatteo a Mare – Gatì                | contrarellotge per equips | 13,3           | Sky                 | Pascal Eenkhoorn    |
| 2a etapa   | 23 de març | Riccione – Sogliano al Rubicone     | etapa de mitja muntanya   | 130            | Bauke Mollema       | Diego Rosa          |
| 3a etapa   | 24 de març | Crevalcore – Crevalcore             | etapa plana               | 171,4          | Christopher Lawless | Diego Rosa          |
| 4a etapa   | 25 de març | Fiorano Modenese – Fiorano Modenese | contrarellotge individual | 12,5           | Jan Tratnik         | Diego Rosa          |

### 1a etapa A
| \| Classificació de l'etapa \| Classificació de l'etapa \| Classificació de l'etapa \| Classificació de l'etapa \| Classificació de l'etapa \| \| Corredor \| Corredor \| Equip \| Temps \| \| \| ------------------------ \| ------------------------ \| ------------------------------- \| ------------------------ \| ------------------------ \| \| 1r \| Pascal Eenkhoorn \| LottoNL-Jumbo \| 2h 12' 43" \| \| \| 2n \| Lawson Craddock \| EF Education First-Drapac \| + 0" \| \| \| 3r \| Davide Ballerini \| Androni Giocattoli-Sidermec \| + 1' 07" \| \| \| 4t \| Christopher Lawless \| Team Sky \| + 1' 07" \| \| \| 5è \| Casper Pedersen \| Aqua Blue Sport \| + 1' 07" \| \| \| 6è \| Marco Canola \| Nippo-Vini Fantini-Europa Ovini \| + 1' 07" \| \| \| 7è \| Marco Maronese \| Bardiani CSF \| + 1' 07" \| \| \| 8è \| Alessandro Fedeli \| Trevigiani-Phonix-Hemus 1896 \| + 1' 07" \| \| \| 9è \| Enrico Battaglin \| LottoNL-Jumbo \| + 1' 07" \| \| \| 10è \| Riccardo Stacchiotti \| MSTina-Focus \| + 1' 07" \| \| |                      |                                 |            |
| |                      |                                 |            |
| |                      |                                 |            |
| Classificació de l'etapa |                      |                                 |            |
| Corredor | Corredor             | Equip                           | Temps      |
| 1r | Pascal Eenkhoorn     | LottoNL-Jumbo                   | 2h 12' 43" |
| 2n | Lawson Craddock      | EF Education First-Drapac       | + 0"       |
| 3r | Davide Ballerini     | Androni Giocattoli-Sidermec     | + 1' 07"   |
| 4t | Christopher Lawless  | Team Sky                        | + 1' 07"   |
| 5è | Casper Pedersen      | Aqua Blue Sport                 | + 1' 07"   |
| 6è | Marco Canola         | Nippo-Vini Fantini-Europa Ovini | + 1' 07"   |
| 7è | Marco Maronese       | Bardiani CSF                    | + 1' 07"   |
| 8è | Alessandro Fedeli    | Trevigiani-Phonix-Hemus 1896    | + 1' 07"   |
| 9è | Enrico Battaglin     | LottoNL-Jumbo                   | + 1' 07"   |
| 10è | Riccardo Stacchiotti | MSTina-Focus                    | + 1' 07"   |

| \| Classificació general \| Classificació general \| Classificació general \| Classificació general \| Classificació general \| \| Corredor \| Corredor \| Equip \| Temps \| \| \| --------------------- \| --------------------- \| ------------------------------- \| --------------------- \| --------------------- \| \| 1r \| Pascal Eenkhoorn \| LottoNL-Jumbo \| 2h 12' 37" \| \| \| 2n \| Lawson Craddock \| EF Education First-Drapac \| + 2" \| \| \| 3r \| Davide Ballerini \| Androni Giocattoli-Sidermec \| + 1' 11" \| \| \| 4t \| Christopher Lawless \| Team Sky \| + 1' 13" \| \| \| 5è \| Casper Pedersen \| Aqua Blue Sport \| + 1' 13" \| \| \| 6è \| Marco Canola \| Nippo-Vini Fantini-Europa Ovini \| + 1' 13" \| \| \| 7è \| Marco Maronese \| Bardiani CSF \| + 1' 13" \| \| \| 8è \| Alessandro Fedeli \| Trevigiani-Phonix-Hemus 1896 \| + 1' 13" \| \| \| 9è \| Enrico Battaglin \| LottoNL-Jumbo \| + 1' 13" \| \| \| 10è \| Riccardo Stacchiotti \| MSTina-Focus \| + 1' 13" \| \| |                      |                                 |            |
| |                      |                                 |            |
| |                      |                                 |            |
| Classificació general |                      |                                 |            |
| Corredor | Corredor             | Equip                           | Temps      |
| 1r | Pascal Eenkhoorn     | LottoNL-Jumbo                   | 2h 12' 37" |
| 2n | Lawson Craddock      | EF Education First-Drapac       | + 2"       |
| 3r | Davide Ballerini     | Androni Giocattoli-Sidermec     | + 1' 11"   |
| 4t | Christopher Lawless  | Team Sky                        | + 1' 13"   |
| 5è | Casper Pedersen      | Aqua Blue Sport                 | + 1' 13"   |
| 6è | Marco Canola         | Nippo-Vini Fantini-Europa Ovini | + 1' 13"   |
| 7è | Marco Maronese       | Bardiani CSF                    | + 1' 13"   |
| 8è | Alessandro Fedeli    | Trevigiani-Phonix-Hemus 1896    | + 1' 13"   |
| 9è | Enrico Battaglin     | LottoNL-Jumbo                   | + 1' 13"   |
| 10è | Riccardo Stacchiotti | MSTina-Focus                    | + 1' 13"   |

### 1a etapa B
| \| Classificació de l'etapa \| Classificació de l'etapa \| Classificació de l'etapa \| Classificació de l'etapa \| Classificació de l'etapa \| Classificació de l'etapa \| \| Equip \| Equip \| Temps \| Diferència de temps \| Velocitat \| \| \| ------------------------ \| ---------------------------------------- \| ------------------------ \| ------------------------ \| ------------------------ \| ------------------------ \| \| 1r \| Sky \| 14' 44" \| \| 54.163 km/h \| \| \| 2n \| CCC Sprandi Polkowice \| 14' 54" \| + 10" \| 53.557 km/h \| \| \| 3r \| Mitchelton-Scott \| 14' 54" \| + 10" \| 53.557 km/h \| \| \| 4t \| Lotto NL-Jumbo \| 14' 55" \| + 11" \| 53.497 km/h \| \| \| 5è \| Trek-Segafredo \| 14' 57" \| + 13" \| 53.378 km/h \| \| \| 6è \| Androni Giocattoli-Sidermec \| 15' 00" \| + 16" \| 53.200 km/h \| \| \| 7è \| EF Education First-Drapac p/b Cannondale \| 15' 05" \| + 21" \| 52.906 km/h \| \| \| 8è \| Gazprom-RusVelo \| 15' 08" \| + 24" \| 52.731 km/h \| \| \| 9è \| Nippo-Vini Fantini-Europa Ovini \| 15' 13" \| + 29" \| 52.442 km/h \| \| \| 10è \| Wilier Triestina-Selle Italia \| 15' 14" \| + 30" \| 52.385 km/h \| \| |                                          |         |                     |             |
| |                                          |         |                     |             |
| |                                          |         |                     |             |
| Classificació de l'etapa |                                          |         |                     |             |
| Equip | Equip                                    | Temps   | Diferència de temps | Velocitat   |
| 1r | Sky                                      | 14' 44" |                     | 54.163 km/h |
| 2n | CCC Sprandi Polkowice                    | 14' 54" | + 10"               | 53.557 km/h |
| 3r | Mitchelton-Scott                         | 14' 54" | + 10"               | 53.557 km/h |
| 4t | Lotto NL-Jumbo                           | 14' 55" | + 11"               | 53.497 km/h |
| 5è | Trek-Segafredo                           | 14' 57" | + 13"               | 53.378 km/h |
| 6è | Androni Giocattoli-Sidermec              | 15' 00" | + 16"               | 53.200 km/h |
| 7è | EF Education First-Drapac p/b Cannondale | 15' 05" | + 21"               | 52.906 km/h |
| 8è | Gazprom-RusVelo                          | 15' 08" | + 24"               | 52.731 km/h |
| 9è | Nippo-Vini Fantini-Europa Ovini          | 15' 13" | + 29"               | 52.442 km/h |
| 10è | Wilier Triestina-Selle Italia            | 15' 14" | + 30"               | 52.385 km/h |

| \| Classificació general \| Classificació general \| Classificació general \| Classificació general \| Classificació general \| \| Corredor \| Corredor \| Equip \| Temps \| \| \| --------------------- \| --------------------- \| ------------------------- \| --------------------- \| --------------------- \| \| 1r \| Pascal Eenkhoorn \| LottoNL-Jumbo \| 2h 27' 32" \| \| \| 2n \| Lawson Craddock \| EF Education First-Drapac \| + 12" \| \| \| 3r \| Christopher Lawless \| Team Sky \| + 1' 02" \| \| \| 4t \| Diego Rosa \| Team Sky \| + 1' 02" \| \| \| 5è \| Pàvel Sivakov \| Team Sky \| + 1' 02" \| \| \| 6è \| Jonathan Dibben \| Team Sky \| + 1' 02" \| \| \| 7è \| Luke Rowe \| Team Sky \| + 1' 02" \| \| \| 8è \| Jonas Koch \| CCC Sprandi Polkowice \| + 1' 12" \| \| \| 9è \| Jan Tratnik \| CCC Sprandi Polkowice \| + 1' 12" \| \| \| 10è \| Kamil Gradek \| CCC Sprandi Polkowice \| + 1' 12" \| \| |                     |                           |            |
| |                     |                           |            |
| |                     |                           |            |
| Classificació general |                     |                           |            |
| Corredor | Corredor            | Equip                     | Temps      |
| 1r | Pascal Eenkhoorn    | LottoNL-Jumbo             | 2h 27' 32" |
| 2n | Lawson Craddock     | EF Education First-Drapac | + 12"      |
| 3r | Christopher Lawless | Team Sky                  | + 1' 02"   |
| 4t | Diego Rosa          | Team Sky                  | + 1' 02"   |
| 5è | Pàvel Sivakov       | Team Sky                  | + 1' 02"   |
| 6è | Jonathan Dibben     | Team Sky                  | + 1' 02"   |
| 7è | Luke Rowe           | Team Sky                  | + 1' 02"   |
| 8è | Jonas Koch          | CCC Sprandi Polkowice     | + 1' 12"   |
| 9è | Jan Tratnik         | CCC Sprandi Polkowice     | + 1' 12"   |
| 10è | Kamil Gradek        | CCC Sprandi Polkowice     | + 1' 12"   |

### 2a etapa
| \| Classificació de l'etapa \| Classificació de l'etapa \| Classificació de l'etapa \| Classificació de l'etapa \| Classificació de l'etapa \| \| Corredor \| Corredor \| Equip \| Temps \| \| \| ------------------------ \| -------------------------- \| --------------------------- \| ------------------------ \| ------------------------ \| \| 1r \| Bauke Mollema \| Trek-Segafredo \| 3h 36' 23" \| \| \| 2n \| Diego Rosa \| Team Sky \| + 2" \| \| \| 3r \| Giulio Ciccone \| Bardiani CSF \| + 3" \| \| \| 4t \| Guillaume Martin \| Wanty-Groupe Gobert \| + 3" \| \| \| 5è \| Richard Carapaz Montenegro \| Movistar Team \| + 3" \| \| \| 6è \| Koen Bouwman \| LottoNL-Jumbo \| + 11" \| \| \| 7è \| Iván Ramiro Sosa Cuervo \| Androni Giocattoli-Sidermec \| + 13" \| \| \| 8è \| Lucas Hamilton \| Mitchelton-Scott \| + 33" \| \| \| 9è \| Davide Ballerini \| Androni Giocattoli-Sidermec \| + 55" \| \| \| 10è \| Neilson Powless \| LottoNL-Jumbo \| + 55" \| \| |                            |                             |            |
| |                            |                             |            |
| |                            |                             |            |
| Classificació de l'etapa |                            |                             |            |
| Corredor | Corredor                   | Equip                       | Temps      |
| 1r | Bauke Mollema              | Trek-Segafredo              | 3h 36' 23" |
| 2n | Diego Rosa                 | Team Sky                    | + 2"       |
| 3r | Giulio Ciccone             | Bardiani CSF                | + 3"       |
| 4t | Guillaume Martin           | Wanty-Groupe Gobert         | + 3"       |
| 5è | Richard Carapaz Montenegro | Movistar Team               | + 3"       |
| 6è | Koen Bouwman               | LottoNL-Jumbo               | + 11"      |
| 7è | Iván Ramiro Sosa Cuervo    | Androni Giocattoli-Sidermec | + 13"      |
| 8è | Lucas Hamilton             | Mitchelton-Scott            | + 33"      |
| 9è | Davide Ballerini           | Androni Giocattoli-Sidermec | + 55"      |
| 10è | Neilson Powless            | LottoNL-Jumbo               | + 55"      |

| \| Classificació general \| Classificació general \| Classificació general \| Classificació general \| Classificació general \| \| Corredor \| Corredor \| Equip \| Temps \| \| \| --------------------- \| -------------------------- \| --------------------------- \| --------------------- \| --------------------- \| \| 1r \| Diego Rosa \| Team Sky \| 6h 04' 53" \| \| \| 2n \| Bauke Mollema \| Trek-Segafredo \| + 7" \| \| \| 3r \| Koen Bouwman \| LottoNL-Jumbo \| + 26" \| \| \| 4t \| Iván Ramiro Sosa Cuervo \| Androni Giocattoli-Sidermec \| + 33" \| \| \| 5è \| Lawson Craddock \| EF Education First-Drapac \| + 36" \| \| \| 6è \| Richard Carapaz Montenegro \| Movistar Team \| + 38" \| \| \| 7è \| Lucas Hamilton \| Mitchelton-Scott \| + 47" \| \| \| 8è \| Guillaume Martin \| Wanty-Groupe Gobert \| + 50" \| \| \| 9è \| Giulio Ciccone \| Bardiani CSF \| + 51" \| \| \| 10è \| Neilson Powless \| LottoNL-Jumbo \| + 1' 10" \| \| |                            |                             |            |
| |                            |                             |            |
| |                            |                             |            |
| Classificació general |                            |                             |            |
| Corredor | Corredor                   | Equip                       | Temps      |
| 1r | Diego Rosa                 | Team Sky                    | 6h 04' 53" |
| 2n | Bauke Mollema              | Trek-Segafredo              | + 7"       |
| 3r | Koen Bouwman               | LottoNL-Jumbo               | + 26"      |
| 4t | Iván Ramiro Sosa Cuervo    | Androni Giocattoli-Sidermec | + 33"      |
| 5è | Lawson Craddock            | EF Education First-Drapac   | + 36"      |
| 6è | Richard Carapaz Montenegro | Movistar Team               | + 38"      |
| 7è | Lucas Hamilton             | Mitchelton-Scott            | + 47"      |
| 8è | Guillaume Martin           | Wanty-Groupe Gobert         | + 50"      |
| 9è | Giulio Ciccone             | Bardiani CSF                | + 51"      |
| 10è | Neilson Powless            | LottoNL-Jumbo               | + 1' 10"   |

### 3a etapa
| \| Classificació de l'etapa \| Classificació de l'etapa \| Classificació de l'etapa \| Classificació de l'etapa \| Classificació de l'etapa \| \| Corredor \| Corredor \| Equip \| Temps \| \| \| ------------------------ \| -------------------------- \| ------------------------------- \| ------------------------ \| ------------------------ \| \| 1r \| Christopher Lawless \| Team Sky \| 3h 47' 53" \| \| \| 2n \| Paolo Totò \| Sangemini-MG.Kvis-Vega \| + 0" \| \| \| 3r \| Lorenzo Rota \| Bardiani CSF \| + 0" \| \| \| 4t \| Emīls Liepiņš \| ONE Pro Cycling \| + 0" \| \| \| 5è \| Richard Carapaz Montenegro \| Movistar Team \| + 0" \| \| \| 6è \| Mauro Finetto \| Delko-Marseille Provence-KTM \| + 0" \| \| \| 7è \| Fabio Felline \| Trek-Segafredo \| + 0" \| \| \| 8è \| Alex Turrin \| Wilier Triestina-Selle Italia \| + 0" \| \| \| 9è \| Nicola Bagioli \| Nippo-Vini Fantini-Europa Ovini \| + 0" \| \| \| 10è \| Diego Rosa \| Team Sky \| + 0" \| \| |                            |                                 |            |
| |                            |                                 |            |
| |                            |                                 |            |
| Classificació de l'etapa |                            |                                 |            |
| Corredor | Corredor                   | Equip                           | Temps      |
| 1r | Christopher Lawless        | Team Sky                        | 3h 47' 53" |
| 2n | Paolo Totò                 | Sangemini-MG.Kvis-Vega          | + 0"       |
| 3r | Lorenzo Rota               | Bardiani CSF                    | + 0"       |
| 4t | Emīls Liepiņš              | ONE Pro Cycling                 | + 0"       |
| 5è | Richard Carapaz Montenegro | Movistar Team                   | + 0"       |
| 6è | Mauro Finetto              | Delko-Marseille Provence-KTM    | + 0"       |
| 7è | Fabio Felline              | Trek-Segafredo                  | + 0"       |
| 8è | Alex Turrin                | Wilier Triestina-Selle Italia   | + 0"       |
| 9è | Nicola Bagioli             | Nippo-Vini Fantini-Europa Ovini | + 0"       |
| 10è | Diego Rosa                 | Team Sky                        | + 0"       |

| \| Classificació general \| Classificació general \| Classificació general \| Classificació general \| Classificació general \| \| Corredor \| Corredor \| Equip \| Temps \| \| \| --------------------- \| -------------------------- \| ----------------------------- \| --------------------- \| --------------------- \| \| 1r \| Diego Rosa \| Team Sky \| 9h 52' 46" \| \| \| 2n \| Bauke Mollema \| Trek-Segafredo \| + 7" \| \| \| 3r \| Richard Carapaz Montenegro \| Movistar Team \| + 38" \| \| \| 4t \| Lucas Hamilton \| Mitchelton-Scott \| + 47" \| \| \| 5è \| Fausto Masnada \| Androni Giocattoli-Sidermec \| + 1' 22" \| \| \| 6è \| Christopher Juul-Jensen \| Mitchelton-Scott \| + 1' 22" \| \| \| 7è \| Pàvel Sivakov \| Team Sky \| + 1' 26" \| \| \| 8è \| Koen Bouwman \| LottoNL-Jumbo \| + 1' 32" \| \| \| 9è \| Iván Ramiro Sosa Cuervo \| Androni Giocattoli-Sidermec \| + 1' 39" \| \| \| 10è \| Alex Turrin \| Wilier Triestina-Selle Italia \| + 1' 50" \| \| |                            |                               |            |
| |                            |                               |            |
| |                            |                               |            |
| Classificació general |                            |                               |            |
| Corredor | Corredor                   | Equip                         | Temps      |
| 1r | Diego Rosa                 | Team Sky                      | 9h 52' 46" |
| 2n | Bauke Mollema              | Trek-Segafredo                | + 7"       |
| 3r | Richard Carapaz Montenegro | Movistar Team                 | + 38"      |
| 4t | Lucas Hamilton             | Mitchelton-Scott              | + 47"      |
| 5è | Fausto Masnada             | Androni Giocattoli-Sidermec   | + 1' 22"   |
| 6è | Christopher Juul-Jensen    | Mitchelton-Scott              | + 1' 22"   |
| 7è | Pàvel Sivakov              | Team Sky                      | + 1' 26"   |
| 8è | Koen Bouwman               | LottoNL-Jumbo                 | + 1' 32"   |
| 9è | Iván Ramiro Sosa Cuervo    | Androni Giocattoli-Sidermec   | + 1' 39"   |
| 10è | Alex Turrin                | Wilier Triestina-Selle Italia | + 1' 50"   |

### 4a etapa
| \| Classificació de l'etapa \| Classificació de l'etapa \| Classificació de l'etapa \| Classificació de l'etapa \| Classificació de l'etapa \| \| Corredor \| Corredor \| Equip \| Temps \| \| \| ------------------------ \| --------------------------- \| ---------------------------- \| ------------------------ \| ------------------------ \| \| 1r \| Jan Tratnik \| CCC Sprandi Polkowice \| 19' 22" \| \| \| 2n \| Diego Rosa \| Team Sky \| + 28" \| \| \| 3r \| Víctor de la Parte González \| Movistar Team \| + 32" \| \| \| 4t \| Koen Bouwman \| LottoNL-Jumbo \| + 40" \| \| \| 5è \| Bauke Mollema \| Trek-Segafredo \| + 41" \| \| \| 6è \| Neilson Powless \| LottoNL-Jumbo \| + 46" \| \| \| 7è \| Pàvel Sivakov \| Team Sky \| + 46" \| \| \| 8è \| Eduardo Sepúlveda \| Movistar Team \| + 47" \| \| \| 9è \| Richard Carapaz Montenegro \| Movistar Team \| + 52" \| \| \| 10è \| Mauro Finetto \| Delko-Marseille Provence-KTM \| + 52" \| \| |                             |                              |         |
| |                             |                              |         |
| |                             |                              |         |
| Classificació de l'etapa |                             |                              |         |
| Corredor | Corredor                    | Equip                        | Temps   |
| 1r | Jan Tratnik                 | CCC Sprandi Polkowice        | 19' 22" |
| 2n | Diego Rosa                  | Team Sky                     | + 28"   |
| 3r | Víctor de la Parte González | Movistar Team                | + 32"   |
| 4t | Koen Bouwman                | LottoNL-Jumbo                | + 40"   |
| 5è | Bauke Mollema               | Trek-Segafredo               | + 41"   |
| 6è | Neilson Powless             | LottoNL-Jumbo                | + 46"   |
| 7è | Pàvel Sivakov               | Team Sky                     | + 46"   |
| 8è | Eduardo Sepúlveda           | Movistar Team                | + 47"   |
| 9è | Richard Carapaz Montenegro  | Movistar Team                | + 52"   |
| 10è | Mauro Finetto               | Delko-Marseille Provence-KTM | + 52"   |

## Classificació final
| \| Classificació general \| Classificació general \| Classificació general \| Classificació general \| Classificació general \| \| Corredor \| Corredor \| Equip \| Temps \| \| \| --------------------- \| -------------------------- \| --------------------------- \| --------------------- \| --------------------- \| \| 1r \| Diego Rosa \| Team Sky \| 10h 12' 36" \| \| \| 2n \| Bauke Mollema \| Trek-Segafredo \| + 20" \| \| \| 3r \| Richard Carapaz Montenegro \| Movistar Team \| + 1' 02" \| \| \| 4t \| Pàvel Sivakov \| Team Sky \| + 1' 44" \| \| \| 5è \| Koen Bouwman \| LottoNL-Jumbo \| + 1' 44" \| \| \| 6è \| Fausto Masnada \| Androni Giocattoli-Sidermec \| + 1' 51" \| \| \| 7è \| Lucas Hamilton \| Mitchelton-Scott \| + 1' 58" \| \| \| 8è \| Christopher Juul-Jensen \| Mitchelton-Scott \| + 2' 14" \| \| \| 9è \| Neilson Powless \| LottoNL-Jumbo \| + 2' 34" \| \| \| 10è \| Giulio Ciccone \| Bardiani CSF \| + 2' 36" \| \| |                            |                             |             |
| |                            |                             |             |
| Font: ProCyclingStats |                            |                             |             |
| Classificació general |                            |                             |             |
| Corredor | Corredor                   | Equip                       | Temps       |
| 1r | Diego Rosa                 | Team Sky                    | 10h 12' 36" |
| 2n | Bauke Mollema              | Trek-Segafredo              | + 20"       |
| 3r | Richard Carapaz Montenegro | Movistar Team               | + 1' 02"    |
| 4t | Pàvel Sivakov              | Team Sky                    | + 1' 44"    |
| 5è | Koen Bouwman               | LottoNL-Jumbo               | + 1' 44"    |
| 6è | Fausto Masnada             | Androni Giocattoli-Sidermec | + 1' 51"    |
| 7è | Lucas Hamilton             | Mitchelton-Scott            | + 1' 58"    |
| 8è | Christopher Juul-Jensen    | Mitchelton-Scott            | + 2' 14"    |
| 9è | Neilson Powless            | LottoNL-Jumbo               | + 2' 34"    |
| 10è | Giulio Ciccone             | Bardiani CSF                | + 2' 36"    |

## Evolució de les classificacions
| Etapa  | Vencedor            | Classificació general | Classificació per punts | Classificació de la muntanya | Classificació dels joves | Classificació per equips |
| ------ | ------------------- | --------------------- | ----------------------- | ---------------------------- | ------------------------ | ------------------------ |
| 1a (A) | Pascal Eenkhoorn    | Pascal Eenkhoorn      | Lawson Craddock         | Pascal Eenkhoorn             | Pascal Eenkhoorn         | LottoNL-Jumbo            |
| 1a (B) | Team Sky            | Pascal Eenkhoorn      | Lawson Craddock         | Pascal Eenkhoorn             | Pascal Eenkhoorn         | LottoNL-Jumbo            |
| 2a     | Bauke Mollema       | Diego Rosa            | Lawson Craddock         | Bauke Mollema                | Iván Ramiro Sosa         | LottoNL-Jumbo            |
| 3a     | Christopher Lawless | Diego Rosa            | Lawson Craddock         | Christopher Lawless          | Lucas Hamilton           | Movistar                 |
| 4a     | Jan Tratnik         | Diego Rosa            | Lawson Craddock         | Christopher Lawless          | Pàvel Sivakov            | Movistar                 |
| Final  | Final               | Diego Rosa            | Lawson Craddock         | Christopher Lawless          | Pàvel Sivakov            | Movistar                 |